# Ariadne Artiles
Ariadne Artiles Cardeñosa (Las Palmas de Gran Canaria; 18 de enero de 1982) es una modelo española. Es una de las modelos mejor cotizadas y está considerada como una de las mujeres más sexys del mundo según varias publicaciones como la revista masculina FHM.

## Biografía
En noviembre de 2005 contrajo matrimonio con el piloto de SBK, Fonsi Nieto. En septiembre de 2008, la pareja se separa.
El 31 de diciembre de 2017, dio a luz a su primera hija, Ariadne, fruto de su relación con José María García Fraile. En noviembre de 2020 anunció que se encontraba embarazada de gemelas. El 5 de abril de 2021 anunció el nacimiento de sus dos hijas, María y Julieta.

## Trayectoria

### Agencias de modelos
- Sorm Models (Londres, Inglaterra)
- View Management (Barcelona, España)
- Women Management (Milán, Italia)
- IMG Models (París, Francia)
- ONE MANAGEMENT (New York, EUA)
- Charlotte Fisher Models (Zúrich, Suiza)

### Portadas de Revistas
1. DT (diciembre de 2003)
2. FHM (enero de 2005)
3. Elle (mayo de 2005)
4. Sie7e (mayo de 2005)
5. Marie Claire (junio de 2005)
6. Glamour (octubre de 2005)
7. ¡Hola! (noviembre de 2005)
8. Hojas Magazine (2005)
9. Wapa Magazine (2006)
10. Woman (marzo de 2006)
11. ¡Hola! Special Beauty (junio de 2006)
12. Elle (junio de 2006)
13. Elle (diciembre de 2006)
14. Avenue Illustrated (agosto de 2007)
15. View of the Times (junio]] de 2007)
16. Glamour (octubre de 2007)
17. Woman (noviembre de 2007)
18. Telva (abril de 2008)
19. Elle (mayo de 2008)
20. Condé Nast Traveler (junio de 2008)
21. Elle Brasil (noviembre de 2008)
22. Telva (marzo de 2010)
23. Elle (mayo de 2010)
24. El País Semanal (junio de 2010)
25. Marie Clare (agosto de 2010)
26. Elle Serbia (agosto de 2010)

### Anuncios
- Abercrombie & Fitch
- Anna Mora, Axe, Bdba
- El Corte Inglés
- Escorpión
- Danone
- Garnier
- La Perla
- Lodi
- Náutica
- Puig Doria
- Punto Blanco
- Rosa Clará
- Vital Dent Clinics
- 'Shock Waves' de Wella
- Triumph Swimwear
- Pantene

### Obras
- Pura vida (2020)[3] ISBN 9788427047624
- Pura vida madre (2022)[4] ISBN 9788467054842